# Flygbonusprogram

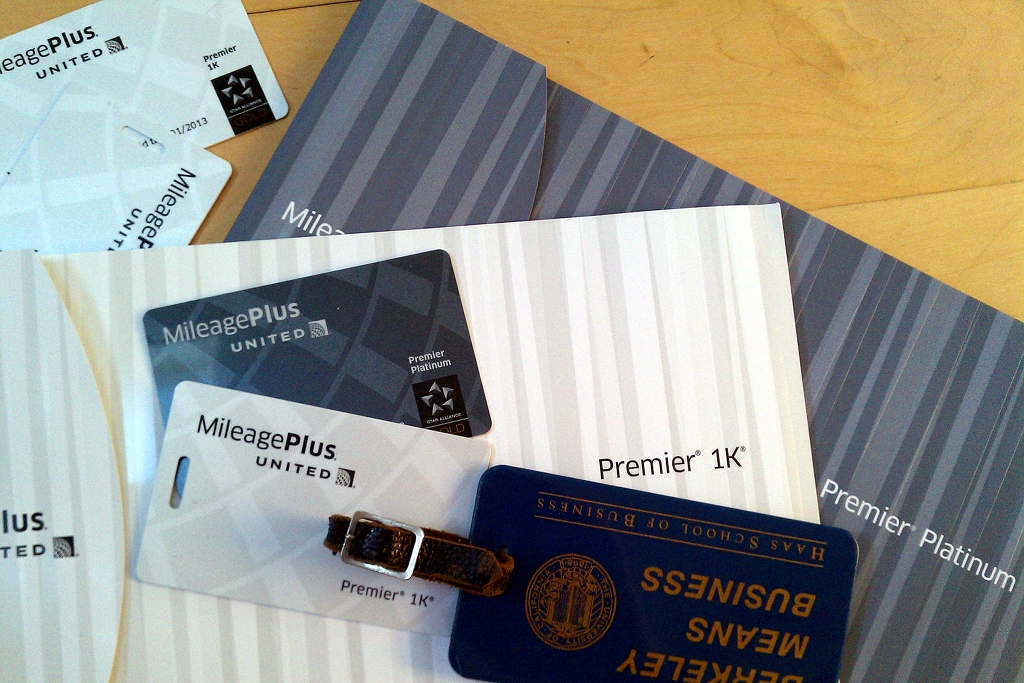
Kort från United Airlines bonusprogram MileagePlus.

Flygbonusprogram (engelska: Frequent flyer programme, förkortas ofta FFP) är en typ av kundbonusprogram, även kallat lojalitetsprogram, som erbjuds av flygbolag.
Många flygbolag har bonusprogram som är utformade för att få flygbolagets kunder att gå med i programmet för att samla poäng (som i vissa bonusprogram kallas miles) som sedan kan lösas in i form av flygresor eller andra förmåner, samt uppnå statusnivåer som ger förmåner i samband med resor.
Poäng som tilldelas från genomförda flygresor kan baseras på bokningsklass, hur lång sträcka som flugits, eller priset för biljetten. Många flygbonusprogram erbjuder också möjlighet att tjäna poäng genom att använda kreditkort som är specifika för bonusprogrammet eller genom att genomföra köp hos partnerföretag såsom hotell eller hyrbilsföretag. Poäng kan ofta lösas in i form av uppgradering av flygresor till en högre reseklass, tillgång till flygplatslounger, eller i form av andra varor och tjänster. Poäng i flygbolagsprogram kan betraktas som en virtuell valuta som inte kan växlas direkt tillbaka till pengar.
Flygbonusprogram innehåller oftast ett antal statusnivåer som uppnås när tillräckligt många poäng samlats ihop, ett visst antal resor genomförts eller något annat kriterium. Dessa statusnivåer, som exempelvis kan kallas silvernivå eller guldnivå, ger i sig tillgång till förmåner i samband med resande med flygbolaget. Exempel kan vara tillgång till separat incheckning, snabbspår genom säkerhetskontrollen, tillgång till bättre flygplatslounger och en högre intjäning av poäng.
I vissa använder flera flygbolag på samma flygbonusprogram. I de fall ett flygbolag är med i en flygbolagsallians kan deras bonusprogram oftast användas även hos andra flygbolag i samma allians.

## Historik
Trenden med flygbonusprogram startades av American Airlines och deras bonusprogram AAdvantage som infördes 1 maj 1981 och som snabbt blev stilbildande för andra amerikanska flygbolag. Redan före dess hade flera amerikanska flygbolag någon form av kundklubbar för sina bästa kunder, som dock inte hade de förmåner som senare kom att förknippas med flygbonusprogrammen. Bland dessa fanns ett program för United Airlines infört 1972. Texas International Airlines införde 1979 det första program som använde miles för att dela ut förmåner, och 1980 följde Western Airlines med sitt Travel Bank.
American Airlines AAdvantage följdes snabbt av flera andra flygbolag och flygbonusprogram senare under 1981: United Airlines med Mileage Plus, Delta Airlines med Delta Air Lines Frequent Flyer Program, som senare blev SkyMiles, Continental Airlines med OnePass) samt Air Canada med Aeroplan. 1982 följde British Airways med Executive Club.
Anledningen till att så många flygbonusprogram tillkom vid denna tid var att marknaden för inrikesflyg i USA hade avreglerats 1978 samtidigt som biljettreservationer började genomföras via kommersiella tredjepartssystem. Detta gav ändrade förutsättningar avseende konkurrens mellan flygbolagen och deras marknadsföring.
Under 1980-talet blev American Airlines också först med flera andra utvecklingar inom flygbonusprogram. I juni 1982 införde de statusnivån AAdvantage Gold, 1982 började de med gemensam marknadsföring med hyrbilsbolaget Hertz och kryssningsrederiet Holland America Line. 1987 gav de ut ett kreditkort under AAdvantage-namnet i samband med Citibank.
De flesta större europeiska flygbolag införde flygbonusprogram i början av 1990-talet, i samband med att det sista steget i avregleringen av den europeiska flygmarknaden genomfördes 1992. KLM införde 1 januari 1992 sitt Flying Dutchman (som 2005 övergick i Flying Blue), SAS införde Eurobonus 1992 och Lufthansa införde Miles & More 1993.
2005 var sammanlagt 163 miljoner personer medlemmar i flygbonusprogram hos över 130 flygbolag. Vid denna tid fanns det 14 biljoner poäng på dessa personers konton, med ett bedömt värde av 700 miljarder USA-dollar.